# Natação nos Jogos Pan-Americanos de 2011 - 800 m livre feminino
As competições dos 800 metros livre feminino da natação nos Jogos Pan-Americanos de 2011 foram realizadas nos dias 18 e 19 de outubro no Centro Aquático Scotiabank, em Guadalajara.

## Medalhistas
| Ouro   | CHI Kristel Kobrich |
| Prata  | USA Ashley Twichell |
| Bronze | VEN Andreina Pinto  |

## Recordes
Antes desta competição, os recordes mundiais e olímpicos da prova eram os seguintes:
| Tipo                             | Atleta                | Tempo   | Local    | Data                 | Ref |
| -------------------------------- | --------------------- | ------- | -------- | -------------------- | --- |
|                                  | GBR Rebecca Adlington | 8m14s10 | Pequim   | 16 de agosto de 2008 | ver |
| Recorde dos Jogos Pan-Americanos | USA Kaitlin Sandeno   | 8m34s65 | Winnipeg | 6 de agosto de 1999  | ver |

## Resultados

### Eliminatórias
| Pos. | Bateria | Raia | Nadador            | País               | Tempo   | Obs. |
| ---- | ------- | ---- | ------------------ | ------------------ | ------- | ---- |
| 1    | 2       | 4    | Kristel Kobrich    | CHI Chile          | 8:42.16 | Q    |
| 2    | 3       | 5    | Ashley Twichell    | USA Estados Unidos | 8:47.21 | Q    |
| 3    | 1       | 4    | Andreina Pinto     | VEN Venezuela      | 8:49.81 | Q    |
| 4    | 1       | 5    | Susana Escobar     | MEX México         | 8:52.65 | Q    |
| 5    | 2       | 5    | Patricia Castañeda | MEX México         | 8:56.55 | Q    |
| 6    | 2       | 6    | Samantha Arevalo   | ECU Equador        | 8:59.39 | Q    |
| 7    | 1       | 2    | Yanel Pinto        | VEN Venezuela      | 9:03.62 | Q    |
| 8    | 3       | 3    | Alexia Benítez     | ESA El Salvador    | 9:05.16 | Q    |
| 9    | 2       | 3    | Sherry Liu         | CAN Canadá         | 9:05.88 |      |
| 10   | 3       | 6    | Bridget Coley      | CAN Canadá         | 9:06.35 |      |
| 11   | 1       | 3    | Virginia Bardach   | ARG Argentina      | 9:10.06 |      |
| 12   | 2       | 2    | Gabriella Rocha    | BRA Brasil         | 9:13.64 |      |
| 13   | 3       | 7    | Lani Cabrera       | BAR Barbados       | 9:20.83 |      |
| 14   | 1       | 6    | Daniela Miyahara   | PER Peru           | 9:21.64 |      |
| 15   | 3       | 2    | Sarah Corrêa       | BRA Brasil         | 9:27.34 |      |
| 16   | 2       | 7    | Tori Flowers       | CAY Ilhas Cayman   | 9:41.51 |      |
|      | 3       | 4    | Gillian Ryan       | USA Estados Unidos |         | DNS  |

### Final
| Pos.              | Raia | Nadador            | País               | Tempo   | Obs. |
| ----------------- | ---- | ------------------ | ------------------ | ------- | ---- |
| Medalha de ouro   | 4    | Kristel Kobrich    | CHI Chile          | 8:34.71 |      |
| Medalha de prata  | 5    | Ashley Twichell    | USA Estados Unidos | 8:38.38 |      |
| Medalha de bronze | 3    | Andreina Pinto     | VEN Venezuela      | 8:44.55 |      |
| 4                 | 2    | Patricia Castañeda | MEX México         | 8:49.07 |      |
| 5                 | 7    | Samantha Arevalo   | ECU Equador        | 8:51.31 |      |
| 6                 | 6    | Susana Escobar     | MEX México         | 8:52.51 |      |
| 7                 | 8    | Alexia Benítez     | ESA El Salvador    | 9:03.53 |      |
| 8                 | 1    | Yanel Pinto        | VEN Venezuela      | 9:07.73 |      |

Legenda
| Recorde mundial                  | Recorde mundial (World record)               |                       | Recorde africano                      | Recorde africano (African) |                                           | Q | Classificado por posição (Qualified) |
| Recorde dos Jogos Pan-Americanos | Recorde pan-americano (Pan-American record)  | Recorde da América    | Recorde da América (Americas)         | q                          | Classificado por melhor tempo (Qualified) |   |                                      |
| Melhor marca do ano              | Melhor marca do ano (World leading)          | Recorde asiático      | Recorde asiático (Asian)              | DNS                        | Não largou (Did not start)                |   |                                      |
| Recorde nacional                 | Recorde nacional (National record)           | Recorde europeu       | Recorde europeu (European)            | DNF                        | Não terminou (Did not finish)             |   |                                      |
| Recorde pessoal                  | Recorde pessoal do atleta (Personal best)    | Recorde da Oceania    | Recorde da Oceania (Oceania)          | DSQ / DQ                   | Desclassificado (Disqualified)            |   |                                      |
| Recorde da temporada             | Recorde da temporada do atleta (Season best) | Recorde sul-americano | Recorde sul-americano (South America) | NM                         | Sem marca (No mark)                       |   |                                      |